# Haen (westfälisches Adelsgeschlecht)

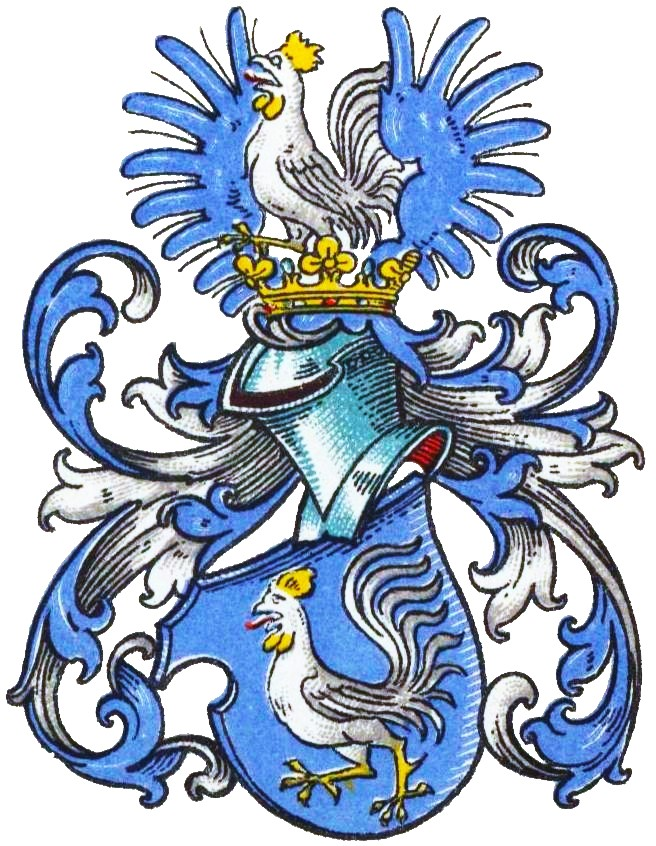
Wappen derer von Haen im Wappenbuch des Westfälischen Adels

Haen (auch: Hane, Hahn o. ä.) ist der Name eines erloschenen westfälischen Adelsgeschlechts.
Die Familie ist zu unterscheiden von dem wappenverwandten, aber  nichtstammverwandten lothringischen Adelsgeschlecht Haën.

## Geschichte
Das Geschlecht stammte aus Dortmund und stellte Burgmänner auf Burg Kamen. 1362 erscheint Everhard Hane als Bürger zu Dortmund. Die bis Ende des 18. Jahrhunderts reichende Stammreihe beginnt mit Goddert von Hane, der zwei Söhne, Goswin von Haen, Burgmann zu Kamen, und Goddert von Haen (urkundl. 1394), hatte. Goswins Söhne Godeken von Haen, verheiratet mit Petronella von Holte, und Albert von Haen, verheiratet mit Drücke Grüter, teilten 1402 das elterliche Erbe. Das Burghaus zu Kamen fiel an Albert von Haen und seine Frau, die zusammen einen Sohn namens Albert von Haen (urkundl. 1426) hatten. Die Eheleute Haen-Holte hatten zwei Kinder: Godeken von Haen, der mit Greta Trappe verheiratet war und 1414 die Häuser Rünthe und Töddinghausen kaufte, sowie Aleke von Haen, die mit Otto Krackerügge verheiratet war und 1427 Haus Rünthe von ihrem Bruder erhielt. Godeken von Haen und Greta Trappen hatten einen Sohn namens Goswin von Haen, der 1454 als Knappe erscheint und ab 1452 mit Regula von Holte verheiratet war. Er war ebenfalls Burgmann zu Kamen und 1499 Herr zu Töddinghausen.
Die folgenden Generationen hatten neben dem Burghaus in Kamen Besitz u. a. auch in Wambeln, Sonnenschein, Eycklinghausen und Werve. 1719 kaufte Johann Dietrich von Haen zu Wambel, hannoverscher Generalmajor, Haus Opherdicke.

## Persönlichkeiten
- Johann von Haen (urkundl. 1513) Propst zu Cappenberg
- Dietrich von Haen (urkundl. 1618–1619), Propst zu Cappenberg
- Johann Dietrich von Haen († 1729), hannoverscher Generalmajor

## Wappen
Blasonierung des Redenden Wappens: In Blau ein rechtsschreitender silberner Hahn mit goldenem Kamm. Auf dem gekrönten Helm mit blau-silbernen Helmdecken der Hahn zwischen einem offenen blauen Flug.